# Joan Bennett Kennedy
Pour les articles homonymes, voir Joan Bennett, Bennett et Kennedy.
Joan Bennett Kennedy née Virginia Joan Bennett le 2 septembre 1936, est une Américaine mondaine, musicienne, auteur, et ancienne modèle, et a été la première épouse de Sénateur Américain Edward ("Ted") M. Kennedy du Massachusetts.

## Biographie
Virginia Joan Bennett est né au Mother Cabrini Hospital dans la Ville de New York. Elle a été élevée dans une famille catholique dans la banlieue de Bronxville, New York. Ses parents étaient Harry Wiggin Bennett Jr (1907-1981) et Virginie Jeanne Stead (1911-1976).  Elle est entrée au Manhattanville College, à Purchase, New York, qui a également été l' alma mater de sa future belle-mère, Rose Kennedy, ainsi que de ses futures belles-sœurs Jean Kennedy Smith et Ethel Skakel Kennedy. En 1982, Bennett a reçu une maîtrise en Éducation du Lesley College, désormais Lesley University. Adolescente, elle a travaillé comme modèle pour des publicités à la télévision.

## Mariage avec Ted Kennedy
En octobre 1957, Jean Kennedy Smith présenta Joan à son jeune frère Edward - Ted, alors étudiant à l'University of Virginia School of Law à Charlottesville. Une fois fiancée, elle ressentit une certaine nervosité d'épouser quelqu'un qu'elle ne connaissait pas bien, mais Joe Kennedy a insisté pour que le mariage se fasse, et ils se sont mariés le 29 novembre 1958, à Bronxville, New York. Joan a eu trois enfants avec Ted Kennedy: Kara Kennedy (1960-2011), Edward M. Kennedy Jr (Ted Jr) (né en 1961), et Patrick J. Kennedy (né en 1967). Leurs deux aînés développèrent des cancers (dont Ted Jr à 12 ans), et Kara mourut d'une crise cardiaque à 51 ans.
En 1964, à la suite d'une grave blessure au dos de son mari en pleine période électorale, Joan fit campagne à sa place avec succès. Ted avait auparavant remporté une élection spéciale en novembre 1962, pour achever le mandat sénatorial de son frère John, devenu président.
En juillet 1969, Ted Kennedy a été impliqué dans un accident de voiture sur un pont de l'Île de Chappaquiddick dans le Massachusetts qui a entraîné la mort de son passager, Mary Jo Kopechne. Joan assista son mari durant cette période malgré ses deux précédentes fausses couches. Elle subit une troisième fausse couche peu de temps plus tard.
Le couple s'est séparé en 1978, après vingt ans de mariage. par la suite, elle avoua au magazine McCall's son alcoolisme et son travail pour rester sobre. Ted et elle restèrent officiellement mariés au cours de sa campagne ratée en 1980 pour la présidence des États-Unis. Le divorce a été finalisé en 1983.

## Après son divorce
En 1992, elle a publié le livre The Joy of Classical Music: A Guide for You and Your Family. Joan Kennedy a travaillé avec des organismes de bienfaisance pour enfants, reste une pianiste accomplie et a enseigné la musique classique pour les enfants.
Durant ces années, Joan Kennedy eut un certain nombre de problèmes liés à l'alcool, si bien que son fils Ted Jr a été nommé pour être son tuteur légal en juillet 2004. En 2005, elle a été hospitalisée pour une commotion cérébrale et une fracture à l'épaule, après avoir été retrouvée gisante dans une rue de Boston près de son domicile,. Cette même année, elle demanda que son cousin au second degré, Webster E. Janssen, un planificateur financier, de réaliser une fiducie pour contrôler sa succession, ce qui était une violation de la tutelle exercée par son fils. Ses enfants ont par la suite gagné un procès contre Janssen pour lui enlever son titre de fiduciaire et ont également déposé une plainte contre lui auprès , plus tard, le dépôt d'une plainte contre lui auprès de la U.S. Securities and Exchange Commission. En octobre 2005, elle a été diagnostiquée avec un  cancer du sein et a subi une intervention chirurgicale.